# Светлана Стипчевић
Светлана Стипчевић (15. децембар 1940 — 2. децембар 2008), била је српски књижевни историчар, специјалиста за дубровачку књижевност и италијанистику, те универзитетски професор. Такође, била је и дугогодишњи члан Српске књижевне задруге, као и сарадник Института за књижевност и уметност у Београду. Од новембра 1999. до смрти била је управник Катедре за сербокроатистику Универзитета у Барију у Италији.
Била је супруга академика Никше Стипчевића и мајка универзитетског професора Балше Стипчевића.

## Живот и рад
Светлана Стипчевић је била српски књижевни историчар, специјалиста за дубровачку књижевност и италијанистику. Годинама је истраживала културну и књижевну историју старог Дубровника, проучавајући изворне материјале у библиотекама Италије и Дубровника. На том пољу, пружила је свој немјерљив допринос у одговору на питање припада ли дубровачка књижевност Хрватима или Србима. У књизи „Дубровачке студије” Стипчевићева брани становиште да је стара дубровачка књижевност драгоцјен дио српског културног наслеђа, тврдећи да терминолошка спорења у том смислу имају своја исходишта у политици, а не у књижевној и историјској науци.
Стипчевићева је била и дугогодишњи сарадник и члан Управног одбора Српске књижевне задруге, гдје је заједно са супругом, академиком Никшом Стипчевићем, објавила књигу „Задруга и њени писци”.
Године 1999. Светлана одлази на Универзитет у Бари, гдје обавља функцију шефа катедре за српски и хрватски језик и књижевност. У марту исте године, професор филозофије из Барија Андреа Катоне оснива Удружење „Мост за Београд”, чији циљеви су борба против тада владајућег антисрпског стереотипа, као и хуманитарне акције за српски народ. Свој допринос овом удружењу дала је управо Стипчевићева.
Једна од многобројних акција „Моста за Београд”, подржана од стране Универзитета у Барију, била је и изложба о страдању дјеце у Јасеновцу, на чијем је отварању у Барију уз једног од највећих италијанских историчара 20. вијека Лучана Канфору, говорила и Светлана Стипчевић. Тада је рекла да се парадокс „југословенске идеје” најсуровије испољио у Јасеновцу, објаснивши да је државни разлог и Краљевине Југославије и Брозове федеративне републике налагао да се злочини почињени у рату прећуткују и забораве, због чега су скриване истине испливале на површину у крвавим догађајима тек 1992. године.
За осам активних година рада у Барију, Светлана Стипчевић је довела у Београд више од 150 студената из цијеле регије Апуља на разне стипендије и курсеве језика.
У једном периоду Стипчевићева је била и активан учесник у политичком животу Србије. Остала је упамћена по њеним поређењима тадашње Србије, са примјерима старих Дубровчана (како се опстаје међу већима и снажнијима, те како се гради успјешна дипломатија). Критиковала је неподношљиву лакоћу површности и неодговорности Срба који препуштају другима стварање представе о нашем сопственом националном и културном идентитету.
Умрла је 2. децембра 2008. године у Београду, гдје је сахрањена у кругу најужих пријатеља.